# 狂喜 (畫作)
《狂喜》（英語：Frenzy of Exultations），是波蘭藝術家瓦迪斯瓦夫·波德科溫斯基於1893年創作的畫作，被認為是他最著名的作品。在波蘭被其鄰國俄羅斯、德國和奧地利瓜分的時期，它被認為是波蘭藝術中的第一部象徵主義作品。

## 描述
这幅画展示了一个赤裸的红发女人骑着一匹黑马。马露出牙齿，伸出舌头，张大鼻孔。骑马的女人闭着眼睛紧紧地扣着它的脖子，松散的头发散开，向上飘扬，与马鬃融为一体。
颜色范围很窄，主要由黑色、棕色和灰色组成，与女人的白色和黄色形成鲜明对比。图像分为明暗两部分。 左上角较亮，将观看者的注意力引导到的女人和马嘴上。这幅画的右侧较为黑暗，其中可以看到马的后腿和尾巴。